# Lijst van literatuurprijzen
Een literatuurprijs wordt periodiek (vaak jaarlijks) uitgereikt aan een auteur voor een specifiek werk, een serie werken of zijn of haar gehele oeuvre.

## Prijzen voor het Nederlandse taalgebied
- Prijs der Nederlandse Letteren
- De Inktaap
- Nederlandse Biografieprijs (voorheen Erik Hazelhoff Prijs)
- Sybren Poletprijs
- Debuutprijs Het Liegend Konijn

## Belgische literatuurprijzen
- Arkprijs van het Vrije Woord
- Arthur Cornetteprijs
- Arthur Merghelynckprijs
- Ary Sleeksprijs
- August Beernaertprijs
- ASLK-prijs voor het literaire debuut
- AT&T-prijs voorheen NRC-prijs
- Boekenleeuw en Boekenwelpen
- Boekenpauw
- De Boon
- De Bronzen Uil
- Confituur Boekhandelsprijs
- De Literatuurpijs van Uitgeverij Het Punt
- Debuutprijs
- De Kleine Cervantes
- Diamanten Kogel
- Dirk Martensprijs
- Fintro Literatuurprijs (voorheen Gouden (Boeken)uil)
- Fred Braeckmanprijs
- Guido Gezelleprijs
- Guido Gezelleprijs van de stad Brugge
- Guido Wulmsprijs
- Hendrik Prijs-prijs
- Hercule Poirotprijs
- Herman de Coninckprijs
- Hugues C. Pernath-prijs
- Humo's Gouden Bladwijzer
- Interuniversitaire Literaire Prijs
- Joris Eeckhoutprijs
- Karel Barbierprijs
- Karel Bouryprijs
- Kinder- en Jeugdjury Vlaanderen
- Lavki-prijs voor het Jeugdboek
- Leo J. Krynprijs
- Literatuurprijs van de provincie Vlaams-Brabant[1]
- Literatuurprijs Gerard Walschap-Londerzeel
- Literatuurprijs van de gemeente Hilvarenbeek
- Lode Baekelmansprijs
- Louis Paul Boonprijs
- Maurice Gilliamsprijs
- Melopee Poëzieprijs Laarne
- Nestor De Tièreprijs
- Oeuvreprijs van de Vlaamse Gemeenschap
- Paul Snoekprijs
- Plantin-Moretusprijs
- Poëziedebuutprijs aan Zee
- Prijs de Boon
- Prijs van de Vlaamse lezer
- Prijs van de Vlaamse Gemeenschap voor Jeugdliteratuur
- Prijs van de Vlaamse Gemeenschap voor Poëzie (driejaarlijkse, vroegere staatsprijs)
- Prijs van de Vlaamse Gemeenschap voor Proza
- Prijs van de Vlaamse poëziedagen
- Prijs voor Letterkunde van de Vlaamse Provincies
- Prijs voor het Religieuze Boek
- Prijs voor Proza van de Koninklijke Academie voor Nederlandse Taal en Letterkunde (KANTL)
- Prix Victor-Rossel (belangrijkste literaire prijs van Franstalig België)
- Provinciale prijs letterkunde Provincie West-Vlaanderen
- Seghers Literatuurprijs
- Vlieberghprijs
- Yang-prijs
- Zoute Zoen

## Nederlandse literatuurprijzen

### Algemeen
- ABN AMRO Bank Prijs
- Academica Literatuurprijs
- Aleida Schot-prijs
- A.L. Snijdersprijs
- Amy van Markenprijs
- Anil Ramdas Essayprijs
- Anna Blaman Prijs
- Anna Bijns Prijs
- Anna Paulowna Literatuurprijs (gemeente Anna Paulowna)
- Anne Frank-prijs
- Annie Romeinprijs/Opzij Literatuurprijs
- Anton Wachterprijs
- ANV Debutantenprijs
- Athos-prijs
- Awater Poëzieprijs
- Beste Rotterdamse Boek
- BNG Nieuwe Literatuurprijs
- Bontekoeprijs
- Brandende Pen
- Bob den Uyl-prijs
- Boekenbon Literatuurprijs, voorheen de AKO Literatuurprijs, de ECI Literatuurprijs en de BookSpot Literatuurprijs
- Boekenmarkt-prijs
- F. Bordewijk-prijs
- Brandende Pen
- Busken Huetprijs
- Bijenkorf-literatuurprijs
- C. Buddingh'-prijs
- C.C.S. Crone-prijs
- Cestoda-prijs
- Charlotte Köhler Prijs
- Charlotte Köhler Stipendium
- Constantijn Huygens-prijs
- Louis Couperus prijs
- Crimezone Thriller Awards
- D.A. Thiemeprijs
- Declamatoriumprijsvraag
- Debutantenprijs
- Dr. L. De Jong-prijs voor moderne geschiedschrijving, ingesteld door de Sdu
- Debutantenprijs van de Maatschappij der Nederlandse Letterkunde
- Diepzee-prijs
- Johnny van Doornprijs
- DvhN Streektaalprijs
- E. du Perronprijs
- Edmond Hustinxprijs voor toneelschrijvers
- El Hizjra-Literatuurprijs
- Elle Literatuurprijs
- Essayprijs van de gemeente Amsterdam
- Europese Literatuurprijs
- Extra prijs
- Fantastels
- Filter-vertaalprijs
- Frans Erensprijs
- Frans Vogel Poëzieprijs
- F. Bordewijk-prijs voorheen Vijverbergprijs
- Gedichtendagprijs
- Geertjan Lubberhuizenprijs
- Ger Fritz-Prijs
- Gerrit Komrij-prijs
- Gerrit Krolprijs
- G.H. 's-Gravesande-prijs
- Gouden Doerian
- Gouden Ezelsoor
- Gouden Ganzenveer
- Gouden Poëziemedaille
- Gouden Strop
- Gouden Vink
- Granate Prijs
- J. Greshoff-prijs
- G.W.J. Paagman-prijs
- Halewijnprijs
- Harland Award
- Hans Vervoort-prijs
- Heldringprijs
- Hebban Debuutprijs
- Hebban Thrillerprijs
- Hendrik de Vriesprijs
- Henriëtte de Beaufort-prijs
- Henriette Roland Holst-prijs
- Herman Gorterprijs
- Hieronymus van Alphen Prijs
- Holocaust Literatuurprijs
- Ida Gerhardt Poëzieprijs
- Ina Dammanprijs
- Jacobson-prijs
- Jan Campert-prijs
- Jan Greshoff-prijs
- Jan Hanlo Essayprijs
- Jana Beranováprijs
- Dr. Elly Jaffé Prijs
- J.C. Bloem-poëzieprijs
- J.M.A. Biesheuvelprijs
- Johanna van Buren Cultuurprijs
- Johan Polak Poëzieprijs
- Kampioenschap Nederlandstalige Speculatieve Literatuur
- Frans Kellendonk-prijs
- Kees Stipprijs
- Kosmos Eerstelingenprijs
- Kwakoe Literatuurprijs
- Laurens Janszoon Costerprijs
- Sjoerd Leikerprijs
- LGD Poëzieprijs
- Libris Literatuur Prijs
- Libris Geschiedenis Prijs
- Literatuurprijs van de gemeente Hilvarenbeek
- Lokienprijs
- Jacobus van Looyprijs
- Lucy B. en C.W. van der Hoogtprijs
- Amy van Markenprijs
- Martinus Nijhoff Vertaalprijs
- Meanderdichtersprijs
- Meiprijs
- Mekka-prijs
- Multatuliprijs
- Nederlandse Boekhandelsprijs
- Nienke van Hichtum-prijs
- Nieuwe Gids-prijs
- Nieuw Proza Prijs
- Nijmeegse Literatuurprijs
- NS Publieksprijs
- Opzij Literatuurprijs
- Paul Harland Prijs
- P.C. Hooft-prijs
- Jo Peters Poëzieprijs
- Peter van Straaten Psychologieprijs
- Poëzieprijs van de gemeente Amsterdam
- Marianne Philipsprijs
- Prozaprijs van de gemeente Amsterdam
- Prijs van Amsterdam
- Prijs voor kunsten en wetenschappen
- Prijs voor Meesterschap
- Publieksprijs voor het Nederlandse Boek
- Publieksprijs voor de beste gedichtenbundel
- Publieksprijs voor het Christelijke Boek
- Reina Prinsen Geerligsprijs
- Renate Dorresteinprijs (Hebban, voor het eerst uitgegeven in 2023.[2])
- Rob de Vos-prijs
- A. Roland Holst-Penning
- Schaduwprijs
- Selexyz Debuutprijs
- Stripschapprijs
- Sybren Poletprijs
- Thea Beckmanprijs
- Tollensprijs
- Trouw Publieksprijs
- Tzumprijs voor de beste literaire zin
- Unleash Award
- Verzetsprijs voor letterkundigen
- VSB Poëzieprijs
- Vredesdichter
- Dr. Wijnaendts Francken-prijs
- Jan Wolkers Prijs

### Kinder- en jeugdliteratuurprijzen
- Boekensleutel
- Dioraphte Jongerenliteratuur Prijs (voorheen Grote Jongerenliteratuur Prijs)
- Gouden Griffel, Zilveren Griffel
- Gouden Lijst
- Gouden Penseel, Zilveren Penseel
- Gouden Zoen, Zilveren Zoen
- Hotze de Roosprijs
- Jenny Smelik-IBBY-prijs
- Kinderboekwinkelprijs
- Kinderboek van het jaar
- Kinder- en Jeugdjury Vlaanderen
- Nienke van Hichtum-prijs
- Prijs van de Nederlandse Kinderjury
- Prijs van de Jonge Jury en Debuutprijs van de Jonge Jury
- Theo Thijssen-prijs voorheen Staatsprijs voor kinder- en jeugdliteratuur
- Vlag en Wimpel
- Wentelprijs
- Woutertje Pieterse Prijs

### Friese literatuurprijzen
- Dr. Joast Halbertsmapriis
- Dr. Obe Postmapriis
- Fedde Schurerpriis
- Fedde Schurerpublykspriis
- Gysbert Japicxpriis
- Junior Rely
- Piter Jellespriis
- Rely Jorritsmapriis
- Rink van der Veldepriis
- Simke Kloostermanpriis

### Groningse literatuurprijs
- Literaire pries
- Belcampo Stipendium
- Kees van der Hoef-prijs
- Beste Groninger Boek

### Limburgse literatuurprijs
- Groot-Limburgse Veldeke Literatuurprijs
- Sjiek Literatuurprijs

### Brabantse literatuurprijs
- Schrijversprijs der Brabantse Letteren

### Zeeuwse literatuurprijzen
- Zeeuwse Boekenprijs

## Surinaamse literatuurprijzen
- Literatuurprijs van Suriname
- Rahmān Khān-prijs
- Staatsprijs voor Jeugdliteratuur
- Jit Narain Cultuurprijs
- Ibisprijs Suriname[3]

## Buitenlandse en internationale literatuurprijzen
- Astrid Lindgren Memorial Award
- International Booker Prize
- Hans Christian Andersenprijs
- International Dublin Literary Award
- Jeruzalemprijs
- Nobelprijs voor Literatuur

### Argentijnse literatuurprijs
- Premio Planeta Argentina

### Australische literatuurprijs
- Miles Franklin Award

### Braziliaanse literatuurprijs
- Camõesprijs

### Engelstalige literatuurprijzen
- American Book Award
- Betty Trask Prize and Awards
- Booker Prize for Fiction
- International Booker Prize
- British Book Awards
- Chancellor's Medal ook bekend als Chancellor's Gold Medal of Chancellor's Medal for an English Poem
- Commonwealth Writers Prize
- Costa Book Awards (vroegere Whitbread Prize)
- David Cohen British Literature Prize in the English Language
- Edgar Allan Poe Award
- Forward Poetry Prizes
- Geoffrey Faber Memorial Prize
- Guardian Fiction Prize
- Hawthornden Prize
- Heywood Hill Literary Prize
- Independant Foreign Fiction Prize
- International Dublin Literary Award
- Irish Times Literature Prizes
- James Tait Black Memorial Prize
- John Llewellyn Rhys-prijs
- National Book Critics Circle Award
- Newdigate Prize
- Pegasus Literatuurprijs
- PEN/Faulkner Award
- Pulitzerprijs
- Somerset Maugham Awards
- Sunday Express Fiction Award
- T.S. Eliot Prize
- Walter Scott Prize for Historical Fiction
- WH Smith Award
- WH Smith Thumping Good Read Award
- Women's Prize for Fiction (vroegere Orange Prize for Fiction)
- Yorkshire Post Book Award

### Catalaanse literatuurprijzen
- Lletra d'or
- Premi de les Lletres Catalanes Ramon Llull
- Premi Josep Plá
- Premi Sant Jordi de novel·la
- Serra d'Or-kritiekprijs voor literatuur en essay

### Chileense literatuurprijs
- Premio Nacional de Literatura de Chile

### Duitse literatuurprijzen
- Adelbert-von-Chamisso-Preis
- Alfred-Döblin-Preis
- Berliner Literaturpreis
- Brandenburger Literaturpreis
- Deutscher Buchpreis
- Deutsche Jugendliteraturpreis
- Friedenspreis des Deutschen Buchhandels
- Georg-Büchner-Preis
- Gustav-Heinemann-Friedenspreis
- Heinrich-Böll-Preis
- Peter-Huchelprijs
- Hermann-Lenz-Preis
- Johannes-Bobrowski-Medaille
- Joseph-Breitbach-Preis
- Klagenfurter Tage der deutschsprachigen Literatur (Ingeborg-Bachmann-Preis)
- Leipziger Buchpreis für Europäische Verständigung
- LiBeraturpreis (Frankfurt)
- Nicolas-Born-Preis
- Petrarca-Preis
- Solothurner Literaturpreis
- Wilhelm-Raabe-Preis

### Egyptische literatuurprijs
- Naguib Mahfouz Medal for Literature

### Europese literatuurprijs
- European Prize for Literature
- Aristeionprijs

### Franse literatuurprijzen
- Grand prix de littérature policière
- Grand Prix de la Societé des Gens de Lettres
- Grand Prix du roman de l'Académie française
- Prix Aujourd'hui
- Prix Daudet
- Prix de Flore
- Prix de la langue française
- Prix Décembre
- Prix des Ambassadeurs
- Prix des Cinq continents de la francophonie
- Prix des Libraires
- Prix du roman FNAC
- Prix Europe 1
- Prix Femina
- Prix Goncourt
- Prix Interallié
- Grand Prix Afrique
- Prix Médicis
- Prix mondial Cino Del Duca
- Prix Renaudot

### Ierse literatuurprijzen
- Dublin Literary Award
- Irish Book Awards

### Italiaanse literatuurprijzen
- Premio Campiello
- Premio Fiesole Narrativa Under 40
- Premio letterario Frignano
- Premio Strega

### Japanse literatuurprijzen
- Akutagawaprijs
- Animage
- Naokiprijs
- Tanizakiprijs

### Luxemburgse literatuurprijs
- Batty Weberprijs
- Servaisprijs

### Poolse literatuurprijs
- Nike-literatuurprijs

### Portugese literatuurprijs
- Camõesprijs

### Scandinavische literatuurprijs
- Doblougprijs
- Glazen Sleutel
- Literatuurprijs van de Noordse Raad

#### Deense literatuurprijs
- Harald Mogensen-prisen
- Palle Rosenkrantz-prisen

#### Faeröerse literatuurprijs
- Mentanarvirðisløn M. A. Jacobsens

#### Finse literatuurprijzen
- Dank voor het boek-medaille
- Finlandiaprijs
- Vuoden johtolanka-prijs

#### IJslandse literatuurprijs
- Blóðdropinn

#### Noorse literatuurprijs
- Aschehougprijs
- Literatuurprijs van de Noordse Raad
- Maurits Hansen-prisen
- Rivertonprisen

#### Zweedse literatuurprijs
- Augustpriset
- Astrid Lindgren Memorial Award
- Astrid Lindgrenprijs
- Bästa svenska kriminalroman
- Bästa till svenska översatta kriminalroman
- De Nios Stora-prijs
- Doblougprijs
- Nils Holgersson-plaket

### Spaanse literatuurprijzen
- Cervantesprijs
- Premio Alfaguara
- Premio Azorín
- Premio Biblioteca Breve
- Premio Café Gijón
- Premio Fundación José Manuel Lara
- Premio Hammett
- Premi de les Lletres Catalanes Ramon Llull
- Premio Nadal
- Premio de Novela Fernando Lara
- Premi Josep Plá
- Premio Planeta
- Premio Primavera
- Premio La Sonrisa Vertical

### Venezolaanse literatuurprijs
- Premio Rómulo Gallegos

### Zuid-Afrikaanse literatuurprijzen
- Eugène Maraisprys
- Scheepersprys vir Jeugliteratuur